# St. John’s (Neufundland)
St. John’s ist eine Stadt (City) auf Neufundland in Kanada und eine der ältesten europäischen Siedlungen Nordamerikas. St. John’s ist die Provinzhauptstadt der kanadischen Provinz Neufundland und Labrador und zählt rund 110.000 Einwohner. Als östlichste Stadt Kanadas liegt sie an der Südostküste der Insel Neufundland auf der Halbinsel Avalon. In St. John’s beginnt der Trans-Canada Highway No. 1, der quer durch Kanada bis an die Westküste führt. Die Stadt liegt an einem durch vorgelagerte Berge gut geschützten Naturhafen, in dem im Sommer viele Kreuzfahrtschiffe Station machen. Ein Wahrzeichen der Stadt ist der Cabot Tower auf dem Signal Hill, der fast von jedem Punkt der Stadt aus zu sehen ist.

## Geschichte
Der Naturhafen, an dem das heutige St. John’s liegt, wurde der Überlieferung nach am 24. Juni 1497 von dem unter englischer Flagge segelnden venezianischen Navigator Giovanni Caboto (engl. John Cabot) entdeckt. Der tatsächliche Ort seines ersten Landgangs ist aber unter Historikern umstritten. Caboto war der erste Europäer seit den Wikingern, der nachweislich nordamerikanisches Festland erreichte. Er nannte das Land Terra de prima vista („als erstes erblicktes Land“) oder, in seinem nicht so guten Englisch, New Founde Lande („neu gefundenes Land“). Daneben gibt es Berichte über den portugiesischen Seefahrer João Vaz Corte-Real, der mit einer portugiesisch-dänischen Expedition bereits 1473 Neufundland erreicht haben soll. Er nannte es Terra (Nova) do Bacalhau, übersetzt (Neues) Stockfischgebiet. Der Name der Stadt wird erklärt mit dem Datum der Entdeckung durch Caboto am Johannistag (d. i. der 24. Juni). Eine weitere Erklärung beruht auf der Präsenz baskischer Fischer, die alljährlich zum Kabeljaufang in die Gegend des heutigen St. John’s kamen und die sich durch die Bucht von St. John’s an die baskische Hafenstadt Pasaia erinnert fühlten, die u. a. aus dem Dorf San Juan (später Pasage de San Juan) hervorging.

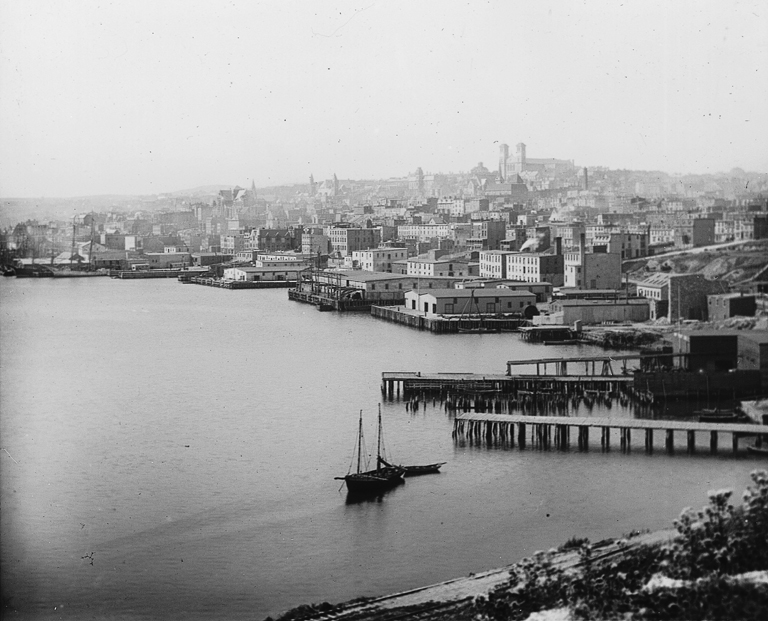
St. John’s um 1900

Durch die Inbesitznahme der gesamten Region für die englische Krone durch Sir Humphrey Gilbert am 5. August 1583 wurde St. John’s zur ältesten britischen Kolonie. Die Siedlung wechselte einige Male zwischen England und Frankreich, bis sie 1762 fest in englische Hand überging und als Flottenstützpunkt sowohl im Amerikanischen Unabhängigkeitskrieg, als auch im Britisch-Amerikanischen Krieg von 1812 diente.
Viele der frühen Siedler kamen aus dem Südosten Irlands, hauptsächlich aus Waterford, Wexford und Kilkenny. Dies könnte auch die Ähnlichkeit zwischen den Dialekten Neufundlands und der vorgenannten Region Irlands erklären.
Mit der Feuersbrunst vom 8. Juli 1892 erlebte St. John’s die bis heute schlimmste Katastrophe, die seither als das Große Feuer von 1892 bezeichnet wird. Am 21. Dezember 1992 brach in derselben Gegend wieder ein Feuer aus, wodurch mehr als ein Dutzend Geschäfte sowie die Häuser von Hunderten von Einwohnern vernichtet wurden.
Guglielmo Marconi empfing am 12. Dezember 1901 in St. John’s die erste transatlantische Funkübertragung.
Am 14. Juni 1919 starteten John Alcock und Arthur Whitten Brown von St. John’s aus zum ersten erfolgreichen Nonstop-Flug über den Atlantik.
Während des Zweiten Weltkriegs diente der Hafen der Kriegsmarine Großbritanniens sowie der Royal Canadian Navy zum Schutz von Konvois. Gleichzeitig befand sich dort Fort Pepperrell, ein großer Stützpunkt der United States Army.

## Daten und Fakten
- Der größte Teil der Bevölkerung stammt aus England und Irland.
- Der in St. John’s gesprochene Akzent hat eine starke Ähnlichkeit zu dem in Waterford, Irland.
- St. John’s ist Sitz des römisch-katholischen Erzbistums Saint John’s, Neufundland. Mutterkirche des Erzbistums ist die Basilica of St. John the Baptist. Auch die Anglikanische Kirche von Kanada hat hier den Sitz des Bischofs von Ostneufundland und Labrador.

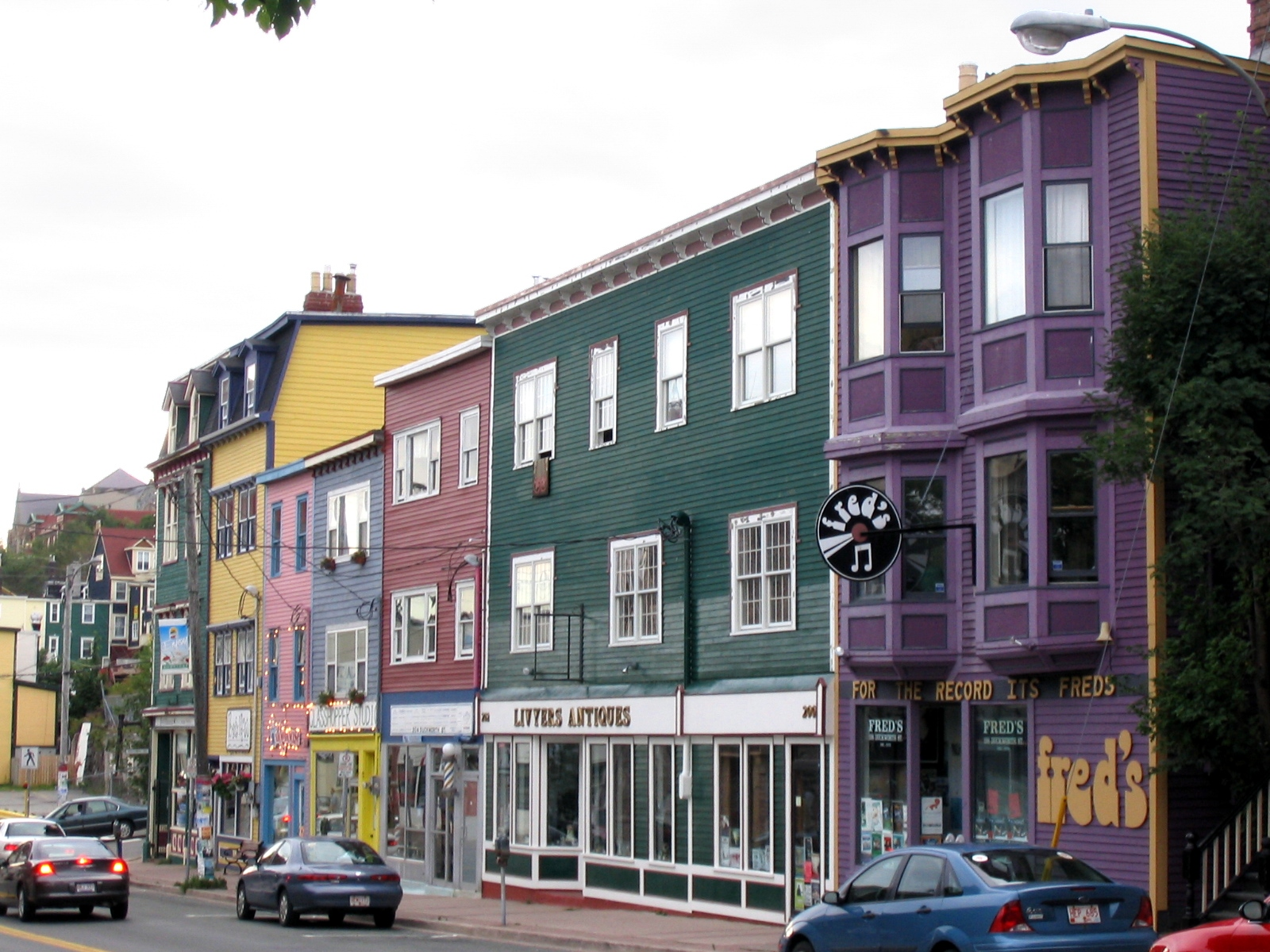
Typische Häuserzeile in St. John’s

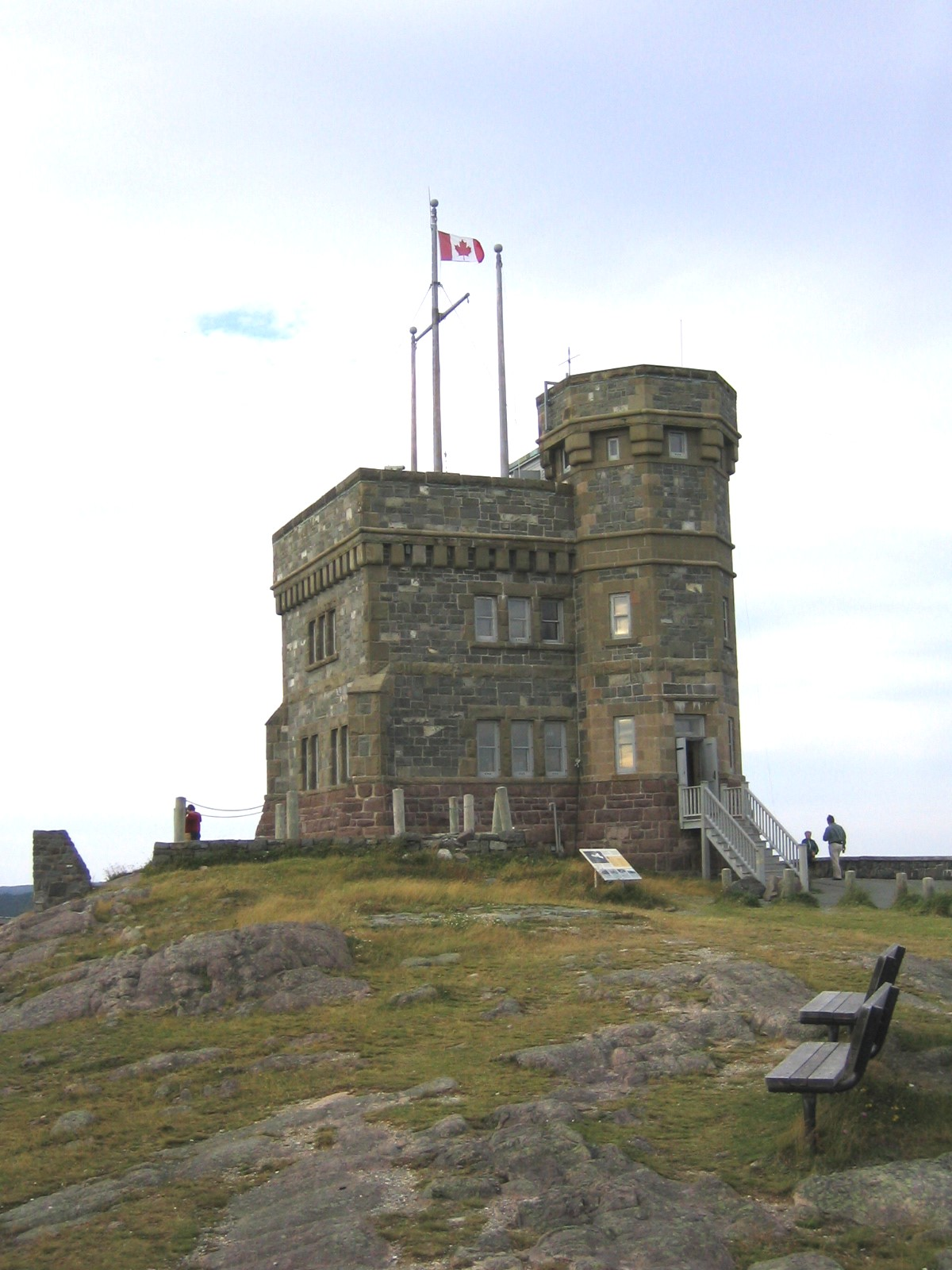
Der Cabot Tower auf dem Signal Hill

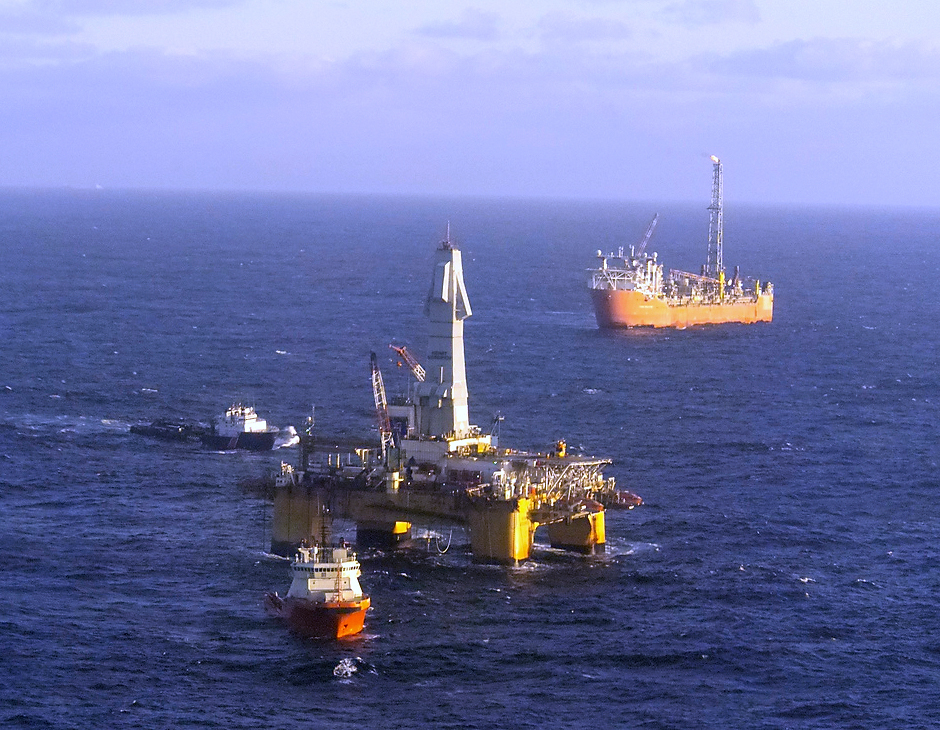
Das Terra Nova Ölfeld 350 km vor der Küste Neufundlands

## Wirtschaft und Infrastruktur

### Wirtschaft
Die Wirtschaft von St. John’s war früher von der Fischereiindustrie geprägt. Heute ist die Provinzregierung der größte Arbeitgeber der Stadt, gefolgt von der Memorial University. Die Stadt hat sich auch zu einem der führenden Standorte der Öl- und Gasindustrie im östlichen Kanada entwickelt und ist eine der weltweit größten „World Energy Cities“. ExxonMobil Canada hat seinen Hauptsitz in der Stadt. Daneben findet man weitere Unternehmen der Erdöl- und Erdgasindustrie, die eine Niederlassung in der Stadt haben wie Chevron, Husky Energy, Suncor Energy und Statoil. Aufgrund der Entdeckung großer Ölfelder auf See vor der Küste Neufundlands führte dies zu einer starken Wirtschaftserholung, nachdem die Fischindustrie Ende der 1990er Jahre zusammenbrach. Heute werden auf den Ölfeldern vor der Küste Erdöl und Erdgas gewonnen. Zu den größeren Ölfeldern gehören Hibernia, Terra Nova und White Rose. In einem vierten Ölfeld wurde mit der Ölgewinnung 2017 begonnen. Ein weiterer wichtiger Wirtschaftsbereich ist das produzierende Gewerbe und die Dienstleistungsbranche. Darunter fallen finanz- und gesundheitswirtschaftliche Dienstleistungen sowie die öffentliche Verwaltung.

### Bildung
St. John’s Schulen und Hochschulen stellen die größten nach der Schüler- und Studentenzahl in Neufundland und Labrador dar und unterstehen der Aufsicht der Newfoundland and Labrador English School District. In St. John’s befinden sich 36 staatliche Schulen vom Kindergarten bis zur Klasse 12 (High School). Des Weiteren gibt es drei Private Schuleinrichtungen.

### Universitäten

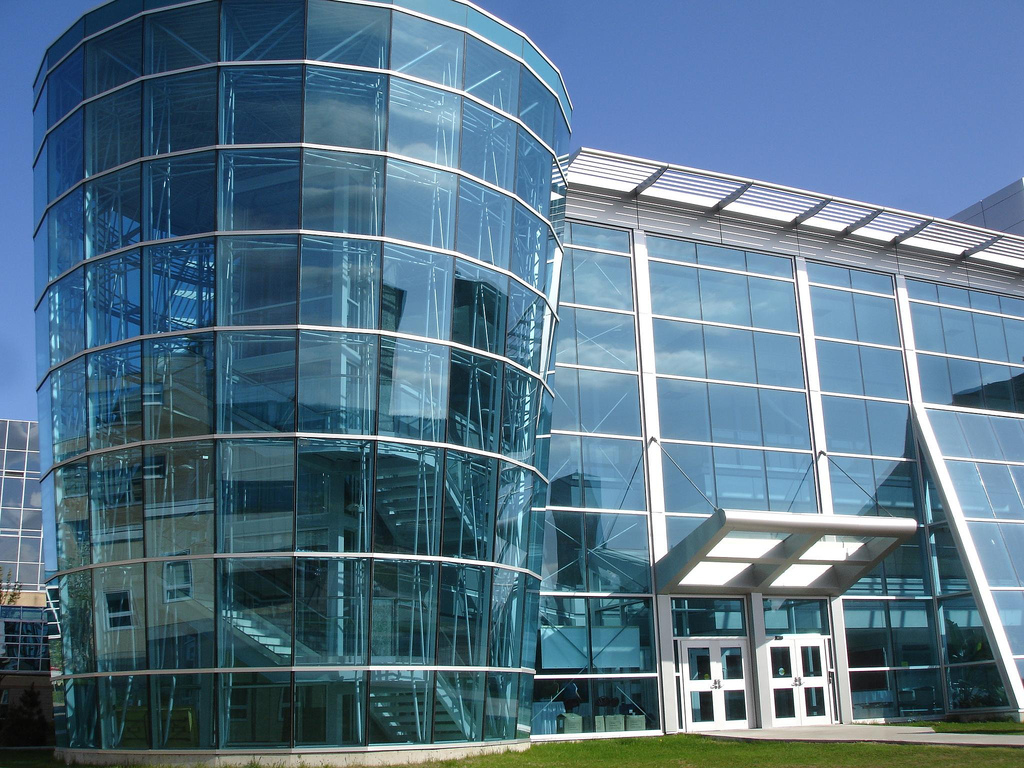
Inco Innovation Building an der Memorial University of Newfoundland

Die größte Universität der Provinz ist die Memorial University of Newfoundland (MUN) mit ca. 17.000 immatrikulierten Studenten. Zu den Fachbereichen der Universität gehören Ingenieurwesen, Wirtschaftswissenschaften, Medizin, Geologie, sowie Kulturwissenschaften. Die Universität bietet Bachelor-, Master- und Doktoranden-Programme an. Das Fisheries and Marine Institute of Memorial University of Newfoundland (kurz Marine Institute) ist eine post-sekundäre Berufsbildungseinrichtung  für Berufe in der Seeschifffahrt.
Eine weitere öffentliche Hochschuleinrichtung mit rund 8000 Studenten ist das College of the North Atlantic (CNA) und bietet Abschlüsse in verschiedenen Fachgebieten an, die den Zugang zum Universitätsstudium ermöglichen.

### Medien
The Telegram ist die einzige große Tageszeitung in St. Johns. Weitere lokale Zeitungen, die wöchentlich oder monatlich erscheinen, sind  The Muse, The Gazette, Le Gaboteur, The Scope, The Business Post und The Current. Des Weiteren wird die nationale Tageszeitung The Globe and Mail in der Provinz vertrieben. In der Stadt befinden sich mehrere regionale Radio- und Fernsehsender. Der größte eigenständige Fernsehsender in St. John’s, der nicht zu einer Kette gehört, ist NTV. Dieser verfügt über einen Hauptsitz in der Stadt und wird provinzweit ausgestrahlt. Der Sender produziert einige Teile seines Programms selbst, kauft jedoch auch einige Formate von den größeren Sendern wie CTV, Global und Rogers Media hinzu. Da die Stadt über ein öffentliches Fernsehkabelnetz verfügt, ist es möglich, auch andere Sender aus anderen Provinzen zu empfangen. Die Canadian Broadcasting Corporation betreibt auch mehrere TV- und Radioprogramme in der Stadt.

### Öffentliche Einrichtungen
Für die öffentliche Sicherheit ist die Royal Newfoundland Constabulary mit rund 400 Beamten zuständig. Daneben hat die kanadische Bundespolizei Royal Canadian Mounted Police (RCMP) einen Hauptsitz der Provinz in der Stadt. In der Stadt befinden sich vier Krankenhäuser, darunter das Health Sciences Centre, St. Clare’s Mercy Hospital, Waterford Hospital und das Janeway Children’s Health and Rehabilitation Centre.

### Kultur
Seit 1989 wird jährlich das St. John’s International Women’s Film Festival (SJIWFF) abgehalten, eines der am längsten bestehenden Frauenfilmfestivals.

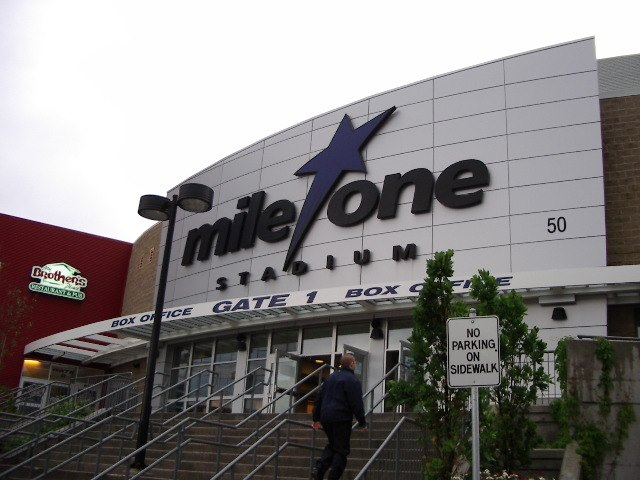
Mile One Centre in St. John’s am Trans Canada Highway

## Verkehr

### Highways
St. John’s liegt am Trans Canada Highway, der sechstlängsten Fernstraße der Welt. Der Trans Canada Highway beginnt bzw. endet in 50 New Gower Street in der Innenstadt. An diesem Punkt befindet sich das Sport- und Unterhaltungszentrum Mile One Centre, welches den Startpunkt Mile 0 symbolisiert. Die getrennten Fahrbahnen, die auch als „Outer Ring Road“ bekannt sind, laufen etwas außerhalb des Stadtkerns mit Ausfahrten auf Pitts Memorial Drive, Topsail Road, Team Gushue Highway, Thorburn Road, Allandale Road, Portugal Cove Road und Torbay Road, die den Zugang zu den Stadtvierteln sehr vereinfachen.

### Flughafen
Der St. John’s International Airport (YYT) befindet sich ungefähr zehn Minuten nordöstlich von der Innenstadt entfernt. Es werden planmäßige inländische Flugverbindungen nach Halifax, Montreal, Ottawa und Toronto und andere Ziele angeboten. Weitere planmäßige Flugverbindungen zu Zielen außerhalb Kanadas bestehen nach London, New York City, Saint-Pierre und Miquelon sowie Varadero. Der Flughafen wird von verschiedenen Airlines angeflogen: Air Canada, Air Canada Jazz, Air Saint-Pierre, Air Transat, CanJet, Continental Airlines, Porter Airlines, Provincial Airlines, Sunwing Airlines und Westjet.

## Städtepartnerschaft
- Waterford, Ireland
- Ílhavo, Portugal[2]

## Söhne und Töchter der Stadt
- Maurice Prendergast (1858–1924), Aquarellist
- Robert Pilot (1898–1967), Maler, Radierer und Wandmaler
- Patrick James Skinner (1904–1988), Erzbischof von Saint John’s
- Alphonsus Liguori Penney (1924–2017), Erzbischof von Saint John’s
- Eric Abbott (1929–1988), Musikpädagoge, Kapellmeister, Pianist, Organist, Kornettist, Komponist und Arrangeur
- John Crosbie, PC, OC, ONL, QC (1931–2020), Politiker
- Bernice Morgan (* 1935), Autorin
- Anne Chislett (* 1942), Autorin
- Alexander Tilley (* 1944), Musikpädagoge, Chorleiter und Komponist
- Danny Williams (* 1950), Politiker
- Brian Joseph Dunn (* 1955), römisch-katholischer Geistlicher, Erzbischof von Halifax-Yarmouth
- Shannon Tweed (* 1957), Schauspielerin und Fotomodell
- Jim Dinn (* 1960), Politiker
- Sebastian Spence (* 1969), Schauspieler und Synchronsprecher
- Dwayne Norris (* 1970), Eishockeyspieler
- Seamus O’Regan (* 1971), Politiker und Fernsehmoderator
- Warren Norris (* 1974), Eishockeyspieler
- Brad Gushue (* 1980), Curler
- Mike Watson (* 1984), Pokerspieler
- Alyssa Nicole Pallett (* 1985), Schauspielerin und Glamour-Model
- Colin Greening (* 1986), Eishockeyspieler
- Luke Adam (* 1990), Eishockeyspieler
- Alex Wall (* 1990), Eishockeyspieler
- Clark Bishop (* 1996), Eishockeyspieler
- Tyler Boland (* 1996), Eishockeyspieler
- Alex Newhook (* 2001), Eishockeyspieler

## Klimatabelle
|                        | Jan   | Feb   | Mär   | Apr   | Mai   | Jun   | Jul  | Aug   | Sep   | Okt   | Nov   | Dez   |   |         |
| Mittl. Temperatur (°C) | −4,8  | −5,4  | −2,5  | 1,6   | 6,2   | 10,9  | 15,4 | 15,5  | 11,8  | 6,9   | 2,6   | −2,2  | ⌀ | 4,7     |
| Mittl. Tagesmax. (°C)  | −0,9  | −1,5  | 1,2   | 5,2   | 10,7  | 15,9  | 20,3 | 19,9  | 15,9  | 10,5  | 5,9   | 1,2   | ⌀ | 8,7     |
| Mittl. Tagesmin. (°C)  | −8,6  | −9,3  | −6,2  | −2,0  | 1,5   | 5,9   | 10,5 | 11,1  | 7,7   | 3,3   | −0,7  | −5,5  | ⌀ | 0,7     |
|                        |       |       |       |       |       |       |      |       |       |       |       |       |   |         |
| Niederschlag (mm)      | 150,0 | 125,2 | 130,8 | 121,8 | 100,9 | 101,9 | 89,4 | 108,1 | 130,9 | 161,9 | 144,0 | 148,8 | Σ | 1.513,7 |
|                        |       |       |       |       |       |       |      |       |       |       |       |       |   |         |
| Sonnenstunden (h/d)    | 2,1   | 2,7   | 2,9   | 3,9   | 5,1   | 6,3   | 6,9  | 5,9   | 4,8   | 3,6   | 2,1   | 1,7   | ⌀ | 4       |
|                        |       |       |       |       |       |       |      |       |       |       |       |       |   |         |
| Regentage (d)          | 9,7   | 8,1   | 11,5  | 13,4  | 15,3  | 14,9  | 13,3 | 14,2  | 16,0  | 18,5  | 15,5  | 11,8  | Σ | 162,2   |
|                        |       |       |       |       |       |       |      |       |       |       |       |       |   |         |
| Luftfeuchtigkeit (%)   | 85    | 86    | 88    | 83    | 78    | 78    | 78   | 81    | 80    | 83    | 86    | 85    | ⌀ | 82,6    |

| −8,6 |

| −9,3 |

| −6,2 |

| −2,0 |

| 1,5 |

| 5,9 |

| 10,5 |

| 11,1 |

| 7,7 |

| 3,3 |

| −0,7 |

| −5,5 |

| −8,6 |

| −9,3 |

| −6,2 |

| −2,0 |

| 1,5 |

| 5,9 |

| 10,5 |

| 11,1 |

| 7,7 |

| 3,3 |

| −0,7 |

| −5,5 |